# The Clapping Song
The Clapping Song (Clap Pat Clap Slap) ist ein Lied der amerikanischen Soulsängerin Shirley Ellis aus dem Jahr 1965. Das Lied wurde von Lincoln Chase geschrieben und bei dem Label Congress Records als Single veröffentlicht. Chase verwendete für den Refrain einen Zählreim, den er dem bekannten Bluegrass-Song Rubber Dolly entnahm.

## Text und Musik

Single-Etikett von The Clapping Song (Clap Pat Clap Slap), 1965

The Clapping Song ist ein Tanz- und Bewegungslied bzw. ein Klatschspiel, im englischen „clapping song“, bei dem die Zuhörenden aufgefordert werden, in die Hände zu klatschen und dabei einen Zählreim zu singen. Er beginnt mit einem gereimten Intro „Three, six, nine, the goose drank wine, The monkey chewed tobacco on the streetcar line (…)“ und geht dann in eine Klatschaufforderung mit den Worten „Clap Pat Clap Slap“ über, bevor der Refrain kommt: 

„My mother told me

If I was good-ee

That she would buy me

A rubber dolly

My aunty told her

I kissed a soldier

Now she won't buy me

A rubber dolly“

Zwischen den Refrains gibt die Sängerin Anweisungen, wie das Klatschen durchgeführt werden soll. Dies erfolgt durch eine Beschreibung der unterschiedlichen Klatschvariationen: „Clap-clap: Clap you hands and prepare to pat; Pat: Take your right arm pat your partner’s right palm with your right palm“.

## Hintergrund
Shirley Ellis begann ihre Zusammenarbeit mit Lincoln Chase ab 1959 und nahm 1961 unter dem Namen Shirley Elliston ihre erste Soloplatte bei der kleinen Plattenfirma Shell Records auf. Kurz darauf unterschrieb sie einen Plattenvertrag bei Congress Records, wo 1963 die Single The Nitty Gritty erschien, die bis auf Platz 8 der Billboard Hot 100 stieg. 1965 folgte mit The Name Game eine weitere Hit-Single, mit der sie Platz drei erreichte. Kurz darauf erschien The Clapping Song, der ebenfalls ein Hit wurde.
Für das Lied The Clapping Song verwendete Chase den Refrain des 1938 erschienenen Song Little Rubber Dolly der Light Crust Doughboys. Dies wiederum baut auf dem in den USA Bluegrass-Titel Rubber Dolly auf, das sich aus einem Stück des dänischen Komponisten Jens Bodewalt Lampe entwickelt hat.

## Veröffentlichung und Rezeption
Die Single erschien 1965 mit dem Lied This is Beautiful auf der B-Seite, Wie seine Vorgänger wurde auch dieses Lied ein Hit und zog in die Hot 100 ein, wo es sich bis auf Platz 8 platzieren konnte. Es wurde zugleich zu ihrem einzigen internationalen Hit, nachdem die Single in Großbritannien von London Records veröffentlicht wurde und im Juni 1965 Platz 4 in den New Musical Express Charts erreichte.

## Coverversionen
Das Lied entwickelte sich in den Vereinigten Staaten zu einem Klassiker und wurde entsprechend häufig gecovert und neu interpretiert. Zu den bekanntesten Versionen neben dem Original zählen Versionen von Gary Glitter, den Belle Stars, Pia Zadora und Aaron Carter.
Zu den Bands und Interpreten, die das Lied in einer Coverversion veröffentlichten, gehören: u. a.
- 1965: Les Surfs – Clac tape
- 1965: Hazy Osterwald Sextett – Clapp-Hand-Song
- 1965: Sandy Nelson – The Clapping Song
- 1965: Joan Baxter mit Gerry Glenn & His Orchestra – The Clapping Song
- 1968: Anita Harris – The Clapping Song
- 1972: Gary Glitter – The Clapping Song
- 1977: Ray Russell – The Clapping Song
- 1982: Belle Stars – The Clapping Song
- 1982: Pia Zadora – The Clapping Song
- 1983: Julie Bataille – 3 petits singes
- 1985: Black Lace – The Clapping Song
- 1992: Les Humphries Singers – The Clapping Song
- 2000: Aaron Carter – The Clapping Song
- 2013: The Rebelles – The Clapping Song
- 2015: Jackson Firebird – The Clapping Song

Einzelne Teile des Liedes wurden zudem als Samples für weitere Songs genutzt, so etwa für das Lied The Drum is Everything von Carmel (1984) und 369 von Cupid (2007).

## Belege
1. ↑  Shirley Ellis – The Clapping Song, Songtext auf songtexte.com; abgerufen am 22. August 2020.
2. 1 2 3 4  Shirley Ellis – The Clapping Song (Clap Pat Clap Slap) auf cover.info; abgerufen am 22. August 2020.
3. ↑  Rubber Dolly Rag auf americanstrings.blogspot.com, 27. Januar 2012; abgerufen am 23. August 2020.
4. ↑  Shirley Ellis – The Clapping Song (Clap Pat Clap Slap) bei Discogs; abgerufen am 22. August 2020.
5. ↑  Shirley Ellis – The Clapping Song (Clap Pat Clap Slap) bei Discogs von London Records; abgerufen am 22. August 2020.
6. ↑  Ellis – The Clapping Song (Clap Pat Clap Slap) auf secondhandsongs.com; abgerufen am 22. August 2020.
7. 1 2  Ellis – The Clapping Song (Clap Pat Clap Slap) auf whosampled.com; abgerufen am 22. August 2020.